# Zouhair Talbi
Zouhair Talbi (* 8. April 1995 in Tighassaline, Béni Mellal-Khénifra) ist ein marokkanischer Leichtathlet, der sich auf die Langstreckenläufe spezialisiert hat.

## Sportliche Laufbahn
Zouhair Talbi sammelte 2013 erste internationale Erfahrung, nachdem er im März am U20-Rennen im Rahmen der Crosslauf-Weltmeisterschaften in Bydgoszcz teilnahm. Das Rennen beendete er auf dem 14. Platz. Später im Juli belegte er den sechsten Platz im 5000-Meter-Lauf bei den Marokkanischen Meisterschaften. 2014 gewann er im Juni die Silbermedaille über 5000 Meter bei den Marokkanischen U20-Meisterschaften. Einen Monat später trat er in Frankreich zunächst bei den nationalen Meisterschaften der Erwachsenen an und wurde im gleichen Wettbewerb Neunter. Eine Woche gewann er bei den Französischen U20-Meister den Titel über 5000 Meter. 2015 nahm er im 5000-Meter-Lauf an der Universiade in Südkorea teil und konnte im Finale die Silbermedaille gewinnen. Kurz darauf siegte er über die gleiche Distanz bei den Französischen U23-Meisterschaften. 2016 verteidigte er den Titel erfolgreich und wurde zudem Vierter bei den Marokkanischen Meisterschaften. Ein Jahr darauf trat er erstmals in Wettkämpfen über die Halbmarathon-Distanz an. Beim Halbmarathon von Nancy belegte er den zweiten Platz. Ende Oktober lief er in der Heimat in Casablanca seine Bestzeit von 1:02:00 h.
2018 siegte Talbi beim Sevilla-Halbmarathon. Anfang November verbesserte er seinen eigenen Streckenrekord beim 10-km-Rennen in Colmar auf 28:54 min. Seit 2019 studiert und trainiert Talbi in den USA. In seinem ersten Rennen dort über die 10.000-Meter-Distanz verbesserte er sich auf eine Zeit von 28:02,89 min. Zunächst studierte er an den Florida State University und anschließend, ab 2020, war er Teil des Crosslauf-Teams der University of Oklahoma.  Im April 2021 siegte er in Rekordzeit auf der 8000-Meter-Strecke, die bei den Crosslauf-Meisterschaften der National Association of Intercollegiate Athletics in Iowa zu absolvieren waren. Die National Association of Intercollegiate Athletics erklärte ihn zum Hallenleichtathlet des Jahres 2021.  Einen Monat nach seinem Triumph verbesserte er seine 5000-Meter-Zeit zunächst auf 13:28,97 min und anschließend auch seine 10.000-Meter-Zeit. Mit der neuen Bestzeit von 27:20,61 min qualifizierte sich Talbi für die Olympischen Sommerspiele in Tokio, bei denen er schließlich nicht an den Start gehen konnte. 
Im Frühjahr 2022 trat er bei den Hallenweltmeisterschaften in Belgrad über 3000 Meter an. Er lief eine Zeit von 7:43,45 min, in der er den sechsten Platz belegte. Später im Juli nahm er in den USA an seinen ersten Freiluft-Weltmeisterschaften teil, kam im 10.000-Meter-Lauf allerdings nicht über Platz 21 hinaus. 2024 siegte Talbi im Januar mit neuer Bestzeit von 2:06:39 h beim Houston-Marathon.

## Wichtige Wettbewerbe
| Jahr                | Veranstaltung                 | Ort                 | Platz               | Disziplin           | Zeit                |
| Startet für Marokko | Startet für Marokko           | Startet für Marokko | Startet für Marokko | Startet für Marokko | Startet für Marokko |
| ------------------- | ----------------------------- | ------------------- | ------------------- | ------------------- | ------------------- |
| 2013                | Crosslauf-Weltmeisterschaften | Bydgoszcz           | 14.                 | U20-Rennen          | 22:34 min           |
| 2015                | Universiade                   | Gwangju             | 2.                  | 5000 m              | 14:02,06 min        |
| 2022                | Hallenweltmeisterschaften     | Belgrad             | 6.                  | 3000 m              | 7:43,45 min         |
| 2022                | Weltmeisterschaften           | Eugene              | 21.                 | 10.000 m            | 28:28,69 min        |

## Persönliche Bestleistungen
Freiluft
- 3000 m: 7:39,88 min, 28. Juni 2021, Rabat
- 5000 m: 13:18,17 min, 12. Februar 2022, Boston
- 10.000 m: 27:20,61 min, 14. Mai 2021, Irvine

Straße
- 5-km-Lauf: 13:36 h, 16. April 2022, Boston
- 10-km-Lauf: 28:21 h, 9. Juli 2017, Mohammedia
- Halbmarathon: 1:00:41 h, 17. März 2024, New York City
- Marathon: 2:06:39 h, 14. Januar 2024, Houston

Halle
- 3000 m: 7:40,39 min, 18. Februar 2022, Fayetteville
- 5000 m: 13:18,17 min, 12. Februar 2022, Boston